# 火鳥 (人造衛星)
火鳥（ひのとり）是一顆日本天文衛星，由日本宇宙航空研究開發機構開發，主要任務是研究太陽活動極大期發出的耀斑。
1981年2月21日，火鳥使用M-3S火箭從內之浦宇宙空間觀測所成功發射。正常運作開始後，火鳥觀測到一次較大的太陽耀斑，一個月後，又成功觀測到41次太陽耀斑。1991年7月11日，火鳥進入大氣層並燒毀。

## 外部連結
- ISAS information about Hinotori